# Dasyatis navarrae
Dasyatis navarrae е вид хрущялна риба от семейство Dasyatidae.

## Разпространение
Видът е разпространен в Китай (Джъдзян, Дзянсу, Ляонин, Пекин, Фудзиен, Шандун и Шанхай), Провинции в КНР и Тайван.